# Brunette Ambition
Brunette Ambition («Амбиции брюнетки») — автобиографическая книга американской актрисы и певицы Лии Мишель, выпущенная 20 мая 2014 года издательством Random House в серии Crown Archetype. Вскоре после выхода она заняла третье место в списке бестселлеров The New York Times. Книга также дебютировала в списке бестселлеров документальной литературы США под девятым номером.
Амбиции брюнетки освещает такие темы, как семья и дружба, работа в шоу-бизнесе, мода, еда и личное здоровье.

## Создание
23 мая 2013 года стало известно, что Мишель заключила контракт с издательствами Random House и Harmony Books на написание автобиографии, описывающей её путь от бродвейской актрисы до звезды комедийно-драматического сериала «Лузеры». В анонсе Мишель сказала: «Когда я росла, не было путеводителя, в котором подробно описывалось бы всё, что мне нужно было бы делать и знать, чтобы достичь того, что я имею сегодня. Но я верю, что смогу написать нечто подобное: не книгу о том, как добиться успеха в шоу-бизнесе, а руководство, как использовать упорство, страсть, энтузиазм и упорный труд, чтобы воплотить свои мечты в реальность».

## Продолжение
В июне 2014 года, вскоре после выхода «Амбиций брюнетки», стало известно, что Мишель напишет продолжение. Вторая книга под названием You First: Journal Your Way to Your Best Life (дословно — «Вы прежде всего: записывайте свой путь к лучшей жизни») была опубликована 22 сентября 2015 года издательством Crown Archetype.